# Painting With
Painting With è il decimo album in studio del gruppo musicale statunitense Animal Collective, pubblicato nel 2016.

## Tracce
1. FloriDada – 4:05
2. Hocus Pocus – 3:16
3. Vertical – 4:14
4. Lying in the Grass – 3:34
5. The Burglars – 2:43
6. Natural Selection – 2:41
7. Bagels in Kiev – 2:48
8. On Delay – 3:48
9. Spilling Guts – 1:58
10. Summing the Wretch – 3:08
11. Golden Gal – 4:41
12. Recycling – 4:06

## Formazione
- Panda Bear (Noah Lennox)
- Avey Tare (David Portner)
- Geologist (Brian Weitz)